# Francisco Díaz Quintero

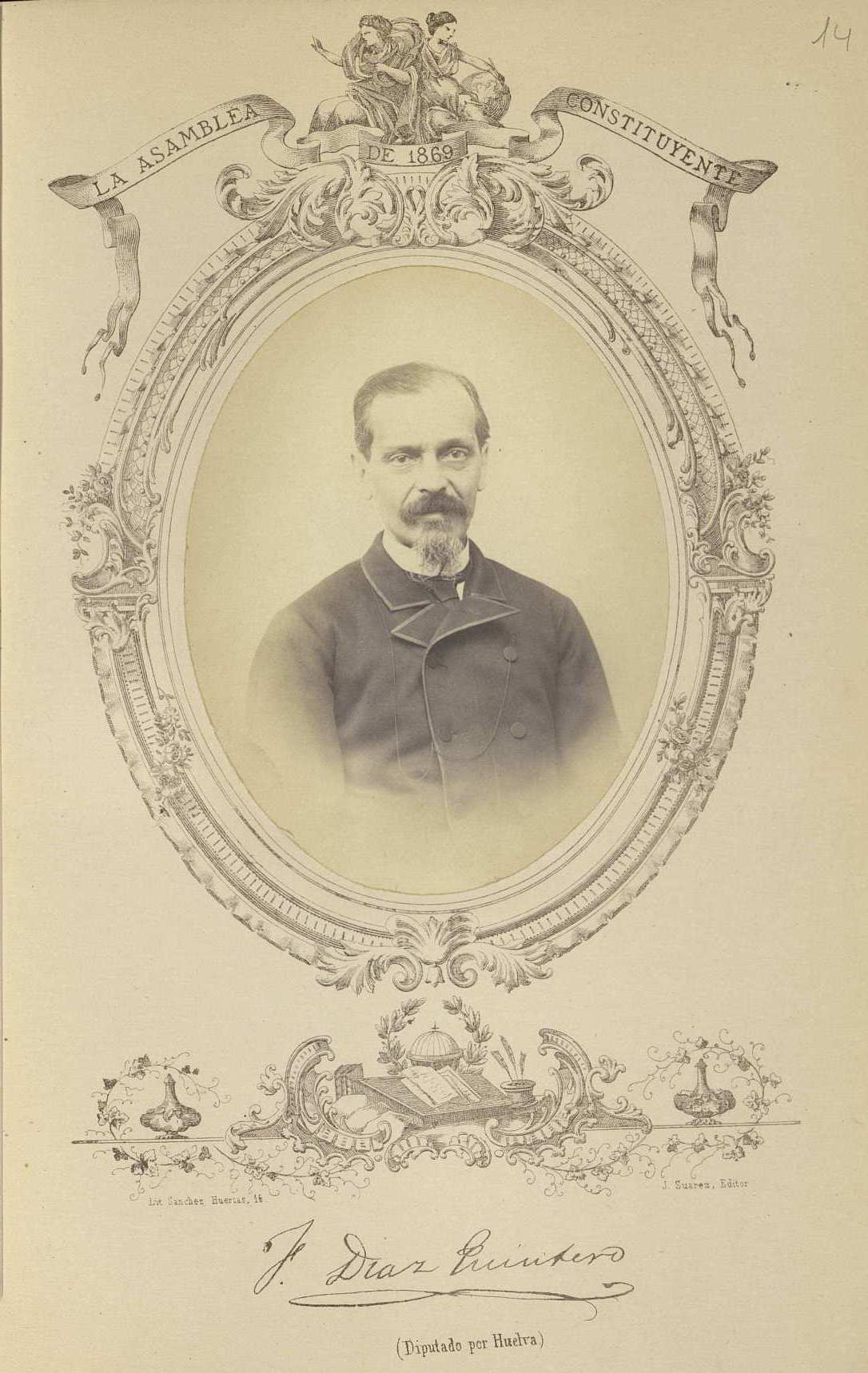
Francisco Díaz Quintero. Fotografía de José Suárez, litografía Sánchez. La Asamblea constituyente de 1869. Facsímil de la firma e inscripción: «(Diputado por Huelva)». Biblioteca Nacional de España.

Francisco Díaz Quintero (Huelva, 21 de octubre de 1819-Lieja, 15 de julio de 1878) fue un abogado, periodista y político español. Miembro del Partido Demócrata durante el reinado de Isabel II, tras el triunfo de la Revolución de 1868 fue elegido diputado por la circunscripción de Huelva en las Cortes Constituyentes de 1869, en las que se integró en la minoría republicana. Reelegido diputado por Sevilla en 1871 y senador electo por la provincia de Gerona durante el reinado de Amadeo de Saboya, formó parte de la Asamblea Nacional que proclamó la I República española y en mayo de 1873 volvió al Congreso, habiendo alcanzado acta de diputado por los distritos de Huelva, Sevilla, Jerez de los Caballeros y Llerena, y optado por la representación correspondiente a esta última.

## Biografía
Nacido en Huelva el 21 de octubre de 1819, estudió filosofía y derecho en Sevilla donde también ejerció la abogacía hasta 1846, año en que se trasladó a Madrid. Aquí entró en contacto con Nicolás María Rivero, con quien mantendrá íntima amistad, y comenzó a colaborar en la prensa cercana al partido demócrata. En 1850 sufrió un año de prisión por motivos políticos, exiliándose luego a Portugal donde permaneció hasta la Vicalvarada. Aprovechó estos años para completar la traducción de Cosmos de Alexander von Humboldt (1851-1852). Fracasado en su intento de salir elegido diputado  en las elecciones a Cortes Constituyentes de 1854, permaneció en Huelva dedicado a la abogacía hasta 1860 en que regresó a Madrid para colaborar con La Discusión y reencontrarse con su director, Rivero, que había resultado gravemente herido en un duelo. Abandonó Madrid por motivos de salud en 1863 y volvió a su profesión de abogado en la empresa del ferrocarril de Sevilla a Cádiz. Triunfante la Revolución de 1868 fue elegido secretario de la junta revolucionaria de Sevilla encargándose de la redacción de su manifiesto.
Elegido diputado por Huelva en las constituyentes de 1869 e integrado en la minoría republicana, destacó en los debates en torno a los artículos referidos a la libertad de cultos y cuando en una ocasión, al coincidir en la votación de una enmienda con el canónigo Vicente Manterola, pidió la palabra para aclarar que «no hay nada de común entre mi humilde persona y las ideas religiosas, porque yo no profeso religión ninguna, atención a que las creo todas contrarias a la moral», añadiendo: «Ni siquiera soy ateo, porque no quiero relacionarme con las religiones por medio de la negación».
Tras el fracaso de los levantamientos republicanos del otoño de 1869, en los que no tuvo participación activa, representó a Huelva en la asamblea del partido celebrada en Madrid el 6 de mayo siguiente, de la que salió elegido un Directorio encabezado por Francisco Pi y Margall y definido «el dogma federal» con arreglo al cual debía organizarse. La aparente unanimidad alcanzada por los republicanos en este punto saltó por los aires cuando el día 7 de mayo se publicó la llamada Declaración de la Prensa firmada por Miguel Morayta y una representación de los diarios republicanos de Madrid en la que, reclamándose federales, defendían la unidad nacional compatible con la autonomía de municipios y provincias y rechazaban la idea del pacto entre cantones. El Directorio respondió por medio de una circular a las bases del partido firmada por Pi y Margall, Emilio Castelar y Estanislao Figueras condenando la declaración, condena a la que se adhirieron en un manifiesto contra la prensa dieciocho diputados federales, entre ellos Díaz Quintero. El escaso número de diputados firmantes evidenciaba, con todo, la brecha creciente entre revisionistas, unitarios, e intransigentes federales, con los que se alineará Díaz Quintero.
Senador por Gerona, participó en la Asamblea Nacional que proclamó en febrero de 1873 la república. Formadas las Cortes constituyentes, fue elegido miembro de la comisión redactora del proyecto constitucional, de la que pronto se retiró, al hallarse en franca minoría. Con Ramón de Cala y Eduardo Benot presentó a las Cortes el 14 de julio de 1873 un Proyecto de Constitución Democrática Federal de la República Española, alternativo al proyecto de la ponencia oficial. Aspecto singular de este texto alternativo era que en sus artículos 20 y 21 se proponía crear un marco legal para el «estado de guerra civil», tratando –como explica Jover– de reconducir hacia el interior de los límites del ordenamiento jurídico una situación de hecho, siempre ajena a él. Declarado por el Poder legislativo, el estado de guerra civil autorizaría al Poder ejecutivo a «llevar adelante la guerra conforme a los principios del derecho de gentes», que entraría por ello a formar parte de la legislación nacional. Los prisioneros y las personas notoriamente comprometidas podrían ser detenidas y desterradas, «pero nunca a sitios malsanos o despoblados», y tan pronto se concluyese la paz podrán volver a sus hogares, «y serán sometidas a juicio, conforme a la Constitución, a menos que las Cortes no den una amnistía», según lo que establecía la propuesta, retirada finalmente sin debate.
A diferencia de la propuesta de constitución defendida por la comisión constitucional, redactada en gran parte por Emilio Castelar, que pretendía una federación de Estados regionales, el proyecto de Díaz Quintero, Cala y Benot partía de «las actuales provincias de la Península» reunidas en cantones en uso de su autonomía, formulación que podría haber inspirado alguna de las manifestaciones de la inmediata rebelión cantonal. Como federal «intransigente» fue también uno de los diputados firmantes del manifiesto A la Nación de finales de julio de 1873, contra el decreto del ministro de Marina refrendado por el Gobierno por el cual los barcos sublevados en el Arsenal de Cartagena eran declarados piratas.
Con la Restauración se exilió en Bélgica, donde murió el 15 de julio de 1878.